# Andy Najar
Andy Ariel Najar Rodríguez (Choluteca, 1993. március 16. –) hondurasi válogatott labdarúgó, jelenleg a D.C. United játékosa. Posztját tekintve szélső középpályás.

## Sikerei, díjai
Anderlecht
- Belga bajnok (1): 2013–14

## Külső hivatkozások
- Andy Najar adatlapja a Soccerway oldalon (angolul)
- Andy Najar a national-football-teams.com honlapján